# Johnny Doesn’t Live Here Anymore
Johnny Doesn’t Live Here Anymore (englisch für ‚Johnny lebt hier nicht mehr‘) ist eine die allgemeine Wohnraumknappheit im Weltkriegs-Amerika persiflierende, US-amerikanische Filmkomödie aus dem Jahre 1944 des Emigranten und Kinoveterans Joe May, dessen letzte Inszenierung dies werden sollte. In der Hauptrolle ist die vor der deutschen Besatzungsmacht in die USA geflohene Französin Simone Simon zu sehen, eine frühe Nebenrolle hat der junge Robert Mitchum. Die Handlung dieses B-Movies basiert auf einer Kurzgeschichte der King Brothers.

## Handlung
Die aus dem kanadischen Québec stammende Franko-Kandierin Kathie Aumont reist während des Zweiten Weltkriegs in die US-amerikanische Hauptstadt Washington, um einen neuen Job anzutreten und plant, bei ihrer Freundin Sally unterzukommen. Doch die hat soeben geheiratet und kann Kathie daher keinen Schlafplatz anbieten. Auf der Suche nach einer Wohnung – in Kriegszeiten in der Hauptstadt ein selten gewordenes Gut – lernt Kathie den jungen Johnny Moore kennen, der gerade zu den Marines gegangen ist. Kathie überredet Johnny, seine Wohnung an sie unterzuvermieten. Bald verlieben sich die Zwei ineinander. Nachdem Kathie Johnny zu seinem Truppentransportzug begleitet und sich von ihm verabschiedet hat, kehrt sie in die Wohnung zurück und findet dort einen ihr unbekannten Besucher vor. Am nächsten Tag kommen in Johnnys Wohnung weitere Männer an, der Matrose Mike Burke und sein Kumpel Jack. Kathie erkennt rasch, dass Johnny all seinen Freunden Schlüssel zu seiner Wohnung gegeben hat, um während seiner Abwesenheit eine Übernachtungsmöglichkeit im wohnraumknappen Washington zu bieten. Kathie zeigt sich bereit, Mike „ihre“ Wohnung bis Mitternacht benutzen zu lassen. Der aber will lieber mit ihr zusammen sein, und beide gehen gemeinsam essen.
Einige Monate später kehren Johnny und der gleichfalls eingezogene Mike auf Heimaturlaub zurück, und Kathie muss feststellen, dass sie sich in die beiden schmucken Uniformträger verliebt hat. In der Zwischenzeit hat Jack seinen Schlüssel zur Wohnung dem Stabsbootsmann (Chief Petty Officer) Jeff Daniels geliehen, der seine Frau erwartet und eine Unterkunft benötigt. Als Johnny bemerkt, dass jener ihm unbekannte Jeff im Besitz eines Wohnungsschlüssels ist, folgen er und Mike ihm ins Apartment, um Nachforschungen anzustellen. Es kommt zu einer Schlägerei, und die Soldaten werden wegen Ruhestörung verhaftet und vor ein noch in derselben Nacht tagendes Schnellgericht gezerrt. Der Richter weist den Fall ab, nachdem er die Fakten gehört hat, mahnt aber Kathie dafür, dass sie in der Zwischenzeit es versäumt habe, das Türschloss auszuwechseln. Anschließend bitten sowohl Johnny als auch Mike um Kathies Hand. Sie zögert eine Weile und bittet um kurze Bedenkzeit. Diese „kurze Bedenkzeit“ dauert volle fünf Jahre, denn – der Film blickt in die Zukunft des Jahres 1949 – Kathie hat sich ausgerechnet für den sie mahnenden Richter als Ehemann entschieden. Mit ihm hat sie in kürzester Zeit drei Kinder bekommen, und Johnny und Mike kommen aus dem Staunen nicht mehr heraus.

## Produktionsnotizen
Johnny Doesn’t Live Here Anymore entstand überwiegend im Dezember 1943, einige zusätzliche Szenen wurden am 28. Februar 1944 angefertigt. Die Premiere erfolgte am 12. Mai 1944. In Deutschland wurde der Streifen nie gezeigt.
Frank King übernahm die Produktionsleitung, die Filmbauten schuf Paul Palmentola. Tommy Thompson war Ausstatter. Tom Lambert zeichnete für den Ton zuständig, Ray Mercer für die Spezialeffekte.

## Wissenswertes
Für Joe May, dem Starregisseur der Weimarer Republik, der einst mit ebenso ambitionierten wie massenpublikumsaffinen Großproduktionen wie Die Herrin der Welt und Das indische Grabmal Filmgeschichte geschrieben hatte, setzte diese Billigproduktion den traurigen Schlusspunkt einer gut drei Jahrzehnte umfassenden Kinokarriere.

## Kritiken
Hal Erickson schrieb: „Gesegnet mit einer großartigen Besetzung, einer überdurchschnittlichen Produktionsqualität (vor allem für einen Monogram-Film), erwies sich diese King Bros.-Produktion als die letzte Regiearbeit des deutschen Auswanderers Joe May. Achten Sie auf kurze Auftritte des Horrorfilm-Darstellers Rondo Hatton als gut gekleideter Gentleman, der Simons Taxi betritt, und dem einstigen Die-kleinen-Strolche-Star Mickey „Froggy“ Laughlin.“
Der Movie & Video Guide sah in dem Film einen Vorläufer von Billy Wilders Das Appartement.
Halliwell‘s Film Guide fand, der Film sei „eine lauwarme Farce, die zu ihrer Zeit vermutlich amüsiert habe“.